# Chegongtempel van Ho Chung
De Chegongtempel van Ho Chung ligt aan de zijkant van de Ho Chung-rivier in het dorp Ho Chung, Sai Kung. Het is een van de oudste Chegongtempels in Hongkong. De tempel bestaat sinds de Ming-dynastie. Het is rond 1540 gebouwd. Het staat ook op de lijst Grade II historic building.
De tempel wordt nu door Wan Sai Cheung beheerd. De familie Wan woont al meerdere generaties in het dorp.
Volgens de dorpelingen brengt het stenen witte paar naast de tempel elk jaar een goede oogst. Dit beeldhouwwerk zou door Chegong naar beneden zijn gestuurd.